# 和泉聡志
和泉 聡志（いずみ さとし、1978年8月8日 - ）は、千葉県出身のギタリスト。

## 来歴
10歳の頃、父がエレキ・ブームの時に入手し、使用していたテスコのエレキギターとアコースティックギターを押入れの奥に見つける。父から基本的なコードと音階の弾き方を教わり、ギターを始める。小学6年生の頃には「Walk, Don't Run」を弾けるまでに上達した。　
中学3年在学時にスクールコンサートで訪れた寺内タケシとブルージーンズのライブに飛び入り参加。この共演でジャムセッションの面白さを経験し、それらの音楽に興味を持つようになる。
高校進学後、ライブハウスでの演奏活動を始める。新宿ピット・イン、西荻窪アケタの店、高円寺JIROKICHI、六本木ALFIEなどに出演。10代後半に自身のGuitarTRIOや、サックス奏者の佐藤帆のユニットなどに参加。19歳の時にベーシストの早川岳晴のセッションで共演したサックス奏者の渕野繁雄のグループに参加。
20代に入り、ジャス・オルガン奏者のKANKAWAが率いる“KANKAWA122”に加入。同時期にボーカリストの浅川マキのバッキングを務めるなど、ジャズやロックシーンを中心に活動している。
海外のミュージシャンのサポートも多く、Philip woo、Fayrayのサポートを担当。
手代木克仁(ex.東京少年、ZOKUZOKUKAZOKU）とギターデュオ・"エレキ☆スタア と PO YONGIN "を結成。TORI STAR RECORDSからミニアルバムをリリース。
他に山口冨士夫、布谷文夫、上田正樹、KAZ南沢、Michiaki(TENSAW、 Ra:IN)、向山テツ等と共演している。
2006年から大野雄二のバンド「Yuji Ohno & Lupintic Five」に加入。アニメ作品『ルパン三世』の劇伴、「LUPIN THE THIRD JAZZ」などのアルバム、ライブDVDに参加。2016年より「Yuji Ohno & Lupintic Six」のメンバーとして参加。メインテーマ及びエンディングテーマではリードギターを担当。2021年10月より放送の『ルパン三世 PART6』は舞台がイギリスであることを踏まえ、ロック色の強いギターアレンジを前面に打ち出している。
2009年より窪田晴男（パール兄弟）とのギターデュオも始動させている。
2012年、第11回千葉市芸術文化新人賞奨励賞受賞。